# Ossela
Ossela est une paroisse civile portugaise (en portugais : freguesia) de la municipalité d'Oliveira de Azeméis dans le district d'Aveiro.

## Géographie
Ossela est située entre le centre d'Oliveira de Azeméis, à l'ouest, et la municipalité de Vale de Cambra, à l'est.
La paroisse est traversée par la rivière Caima, affluent de la Vouga

## Démographie
Lors du recensement de 2021, Ossela compte 1 918 habitants.